# Judi Longfield
Pour les articles homonymes, voir Longfield.
Judi Longfield (née le 23 avril 1947) est une femme politique canadienne en Ontario. Elle représente la circonscription fédérale ontarienne de Whitby—Ajax et de Whitby—Oshawa à titre de députée libérale de 1997 à 2006

## Biographie
Né à Timmins en Ontario, Longfield gradue en enseignement de l'université de Nipissing et travaille ensuite comme enseignante. Travaillant comme administratrice dans la Trafalgar Castle School for Girls, elle s'implique comme organisatrice du Parti libéral de l'Ontario auprès des députés Allan Furlong (en) et Steve Mahoney (en). Elle s'implique aussi dans la campagne de Jean Chrétien lors de la course à la direction du Parti libéral du Canada en 1990 et co-préside celle de Dalton McGuinty sur la scène provinciale en 1996.

## Politique
Élue au conseil municipal de Whitby en 1991, elle est réélue par acclamation en 1994. Longfield est également impliqué dans la National Democratic Institute for International Affairs et y représente le Canada dans des délégations en Roumanie et en Guyana.
Se présentant sur la scène fédérale, elle est élue dans Whitby—Ajax en 1997 et contribue à l'effort de Chrétien d'augmenter la présence féminine à la Chambre des communes. Réélue en 2000 et 2004, elle est défaite en 2004 par Jim Flaherty, ancien ministre provincial dans le cabinet de Mike Harris.
Durant ses mandats de députée, elle est secrétaire parlementaire du ministre du Travail de 1999 à 2001 sous Chrétien et du ministre du Travail et du Logement de 2004 à 2006 sous le gouvernement de Paul Martin. D'abord associé au groupe soutenant Jean Chrétien, elle se rallie aux supporteurs de Paul Martin en 2002.
Longfield est une partisane de l'équité salariale et critique son propre gouvernement lorsque celui-ci décide de faire appel d'une décision de la Cour suprême en 1998. Elle soutient également les mesures de logement abordable.
Candidat sur la scène provinciale après sa défaite contre Flaherty en 2006, elle tente de ravir lors d'une élection partielle le poste rendu vacant de ce dernier. Elle termine deuxième derrière Christine Elliott.